# Serjania altissima
Serjania altissima är en kinesträdsväxtart som först beskrevs av Poeppig, och fick sitt nu gällande namn av Ludwig Radlkofer. Serjania altissima ingår i släktet Serjania och familjen kinesträdsväxter. Inga underarter finns listade i Catalogue of Life.